# Domtar
Domtar ist ein kanadisches Unternehmen mit Firmensitz in Montreal. Das Unternehmen stellt Papierprodukte für verschiedene Verwendungszwecke her. Im Unternehmen sind ungefähr 5.800 Mitarbeiter beschäftigt. 2006 wurde das Unternehmen vom US-amerikanischen Konzern Weyerhaeuser mehrheitlich erworben.

## Geschichte
Das Unternehmen wurde im Jahre 1848 ursprünglich in Großbritannien gegründet. Nach dem Ausbruch des Ersten Weltkriegs wurde der Sitz des Unternehmens nach Montreal verlegt. 1930 erfolgte der Börsengang in Toronto. Zwischen 1950 und 1960 wuchs das Unternehmen stark. Zwischen 1990 und 2000 erfolgte eine Expansion des Unternehmens auf den US-amerikanischen Markt.

## Standorte
Das Unternehmen verfügt über dreizehn Produktionsstandorte. Diese verteilen sich in Kanada auf vier Standorte und den USA auf neun Standorte. Hinzu kommen noch mehrere Vertriebszentren in den beiden Ländern.